# Kabinett Fenech Adami III
Das maltesische Kabinett Fenech Adami III wurde am 27. Februar 1992 von Premierminister Edward „Eddie“ Fenech Adami von der Partit Nazzjonalista (PN) gebildet. Es löste das zweite Kabinett Fenech Adami ab und befand sich bis zum 28. Oktober 1996 im Amt.

## Geschichte

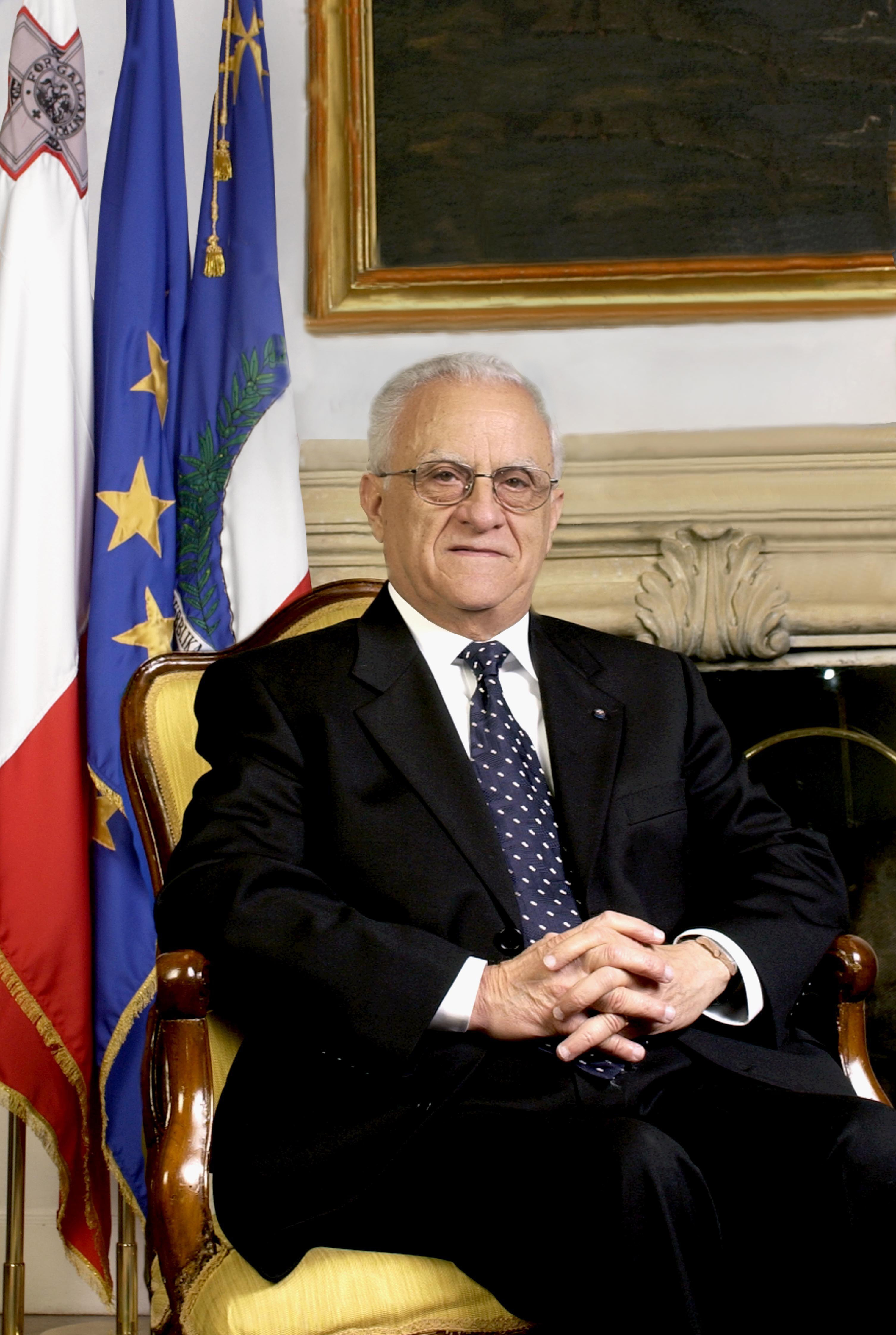
Edward Fenech Adami

Bei den Wahlen zum Repräsentantenhaus am 22. Februar 1992 konnte sich die regierende Partit Nazzjonalista mit 127.932 Stimmen (51,8 Prozent) behaupten und erhielt 34 Sitze in dem wieder auf 65 Sitze verkleinerten Parlament. Die oppositionelle Partit Laburista (PL) des ehemaligen Premierminister Carmelo „Karmenu“ Mifsud Bonniċi kam auf 114.911 Stimmen (46,5 Prozent) und stellte nunmehr 31 Abgeordnete. Anschließend bildete Fenech Adami sein drittes Kabinett. Der am 16. Juli 1990 gestellte formelle Beitrittsantrag zur Europäischen Union (EU), wurde 1993 von dieser unter der Voraussetzung einiger wirtschaftlicher Reformen befürwortet.
Bei den am 26. Oktober 1996 durchgeführten Neuwahlen zum Repräsentantenhaus erlitt Fenech Adamis Partit Nazzjonalista eine Niederlage. Die Partit Laburista unter ihrem neuen Vorsitzenden Alfred Sant kam auf 132.497 Stimmen (50,7 Prozent) und konnte in dem wieder auf 69 Sitze vergrößerten Repräsentantenhaus 35 Abgeordnete stellen. Die PN wiederum erzielte 124.864 Wählerstimmen (47,8 Prozent) auf sich vereinigen und bekam 34 Sitze. Daraufhin löste Alfred Sant Fenech Adami als Premierminister ab und bildete am 28. Oktober 1996 sein Kabinett.

## Kabinett
Dem Kabinett gehörten folgende Minister an:
| Amt                                                  | Name                                 | Partei               | Anmerkungen |
| ---------------------------------------------------- | ------------------------------------ | -------------------- | --- |
| Premierminister                                      | Edward „Eddie“ Fenech Adami          | Partit Nazzjonalista | |
| Außenminister                                        | Guido de Marco                       | Partit Nazzjonalista | |
| Minister für Bildung und menschliche Ressourcen      | Ugo Mifsud Bonniċi Michael Falzon    | Partit Nazzjonalista | Mifsud Bonniċi : Amtszeit 27. Februar 1992 bis zum 4. April 1994 Rücktritt wegen der Wahl zum Staatspräsidenten Falzon: Amtszeit 4. April 1994 bis 28. Oktober 1996, zuvor Umweltminister     |
| Minister für Inneres und soziale Entwicklung         | Louis Galea                          | Partit Nazzjonalista | |
| Minister für wirtschaftliche Dienste                 | George Bonello Dupuis Josef Bonnici  | Partit Nazzjonalista | Bonello Dupuis: Amtszeit 27. Februar 1992 bis zum 17. April 1995 Bonnici: Amtszeit vom 17. April 1995 bis zum 28. Oktober 1996                                                                |
| Umweltminister                                       | Michael Falzon Francis Zammit Dimech | Partit Nazzjonalista | Falzon: Amtszeit 27. Februar 1992 bis zum 4. April 1994, danach Bildungsminister Zammit Dimech: Amtszeit 4. April 1994 bis 28. Oktober 1996, zuvor Minister für Verkehr und Telekommunikation |
| Minister für Ernährung, Landwirtschaft und Fischerei | Lawrence Gatt                        | Partit Nazzjonalista | |
| Minister für soziale Dienste                         | George Hyzler                        | Partit Nazzjonalista | |
| Minister für Gozo                                    | Anton Tabone                         | Partit Nazzjonalista | |
| Finanzminister                                       | John Dalli                           | Partit Nazzjonalista | |
| Justizminister                                       | Joe Fenech Michael Refalo            | Partit Nazzjonalista | Fenech: Amtszeit 27. Februar 1992 bis 1. April 1995 Refalo: Amtszeit 1. April 1995 bis 28. Oktober 1996                                                                                       |
| Minister für Jugend und Künste                       | Michael Frendo                       | Partit Nazzjonalista | |
| Minister für Verkehr und Telekommunikation           | Francis Zammit Dimech Michael Frendo | Partit Nazzjonalista | Zammit Dimech: Amtszeit 27. Februar 1992 bis zum 4. April 1994, danach Umweltminister Frendo: Amtszeit 4. April 1994 bis 28. Oktober 1996, zugleich Minister für Jugend und Künste            |

Dem Kabinett gehörten folgende Parlamentarische Sekretäre an:
| Amt                                                   | Name                   | Partei               | Anmerkungen                       |
| ----------------------------------------------------- | ---------------------- | -------------------- | --------------------------------- |
| Parlamentarischer Sekretär für Soziales               | John Rizzo Naudi       | Partit Nazzjonalista |                                   |
| Parlamentarischer Sekretär für Soziales               | Antoine Mifsud Bonnici | Partit Nazzjonalista |                                   |
| Parlamentarischer Sekretär für Wasser und Energie     | Anthony „Ninu“ Zammit  | Partit Nazzjonalista |                                   |
| Parlamentarischer Sekretär für menschliche Ressourcen | Joe Cassar             | Partit Nazzjonalista |                                   |
| Parlamentarischer Sekretär für Tourismus              | Michael Refalo         | Partit Nazzjonalista | seit 1. April 1995 Justizminister |
| Parlamentarischer Sekretär für Soziales               | Censu Galea            | Partit Nazzjonalista |                                   |
| Parlamentarischer Sekretär für Umwelt                 | Stanley Zammit         | Partit Nazzjonalista |                                   |